# John Paesano
John Paesano (* 1977 in Birmingham, Michigan) ist ein US-amerikanischer Filmkomponist. Bekannt ist er vor allem für seine Musik zu Maze Runner – Die Auserwählten im Labyrinth, Marvel’s Daredevil und Marvel’s The Defenders.

## Filmografie (Auswahl)
- 2007: Ben 10: Secret of the Omnitrix (Fernsehfilm)
- 2008: Another Cinderella Story
- 2010: Superman/Batman: Apocalypse
- 2011: S.W.A.T.: Firefight
- 2012–2018: DreamWorks Dragons (Fernsehserie, 118 Episoden)
- 2014: Crisis (Fernsehserie, 13 Episoden)
- 2014: When the Game Stands Tall
- 2014: Maze Runner – Die Auserwählten im Labyrinth (The Maze Runner)
- 2015: Maze Runner – Die Auserwählten in der Brandwüste (Maze Runner: The Scorch Trials)
- 2015: My All American
- 2015–2018: Marvel’s Daredevil (Fernsehserie, 39 Episoden)
- 2016: Second Chance (Fernsehserie, 11 Episoden)
- 2016: Feuer im Kopf (Brain on Fire)
- 2016: Almost Christmas
- 2017: Genauso anders wie ich (Same Kind of Different as Me)
- 2017: All Eyez on Me
- 2017: Marvel’s The Defenders (Fernsehserie, 8 Episoden)
- 2017–2018: Salvation (Fernsehserie, 25 Episoden)
- 2018: Maze Runner – Die Auserwählten in der Todeszone (Maze Runner: The Death Cure)
- 2019–2021: Charmed (Fernsehserie, 6 Episoden)
- seit 2019: Truth Be Told: Der Wahrheit auf der Spur (Truth Be Told, Fernsehserie)
- 2020: Tesla
- 2020: Penny Dreadful: City of Angels (Fernsehserie, 8 Episoden)
- 2020: The Secrets We Keep – Schatten der Vergangenheit (The Secrets We Keep)
- 2021: The Hot Zone (Fernsehserie, 6 Episoden)
- 2021: Gregs Tagebuch: Von Idioten umzingelt (Diary of a Wimpy Kid)
- seit 2021: Leonardo (Fernsehserie)
- seit 2021: Invincible (Fernsehserie)
- 2022: Gregs Tagebuch 2 – Gibt’s Probleme? (Diary of a Wimpy Kid: Rodrick Rules)
- 2022: Im Dutzend noch billiger (Cheaper by the Dozen)
- 2022: Nachts im Museum: Kahmunrah kehrt zurück (Night at the Museum: Kahmunrah Rises Again)
- 2023: Diary of a Wimpy Kid Christmas: Cabin Fever
- 2024: Planet der Affen: New Kingdom (Kingdom of the Planet of the Apes)

## Videospiele (Auswahl)
- 2017: Mass Effect: Andromeda
- 2018: Detroit: Become Human
- 2018: Marvel’s Spider-Man
- 2020: Marvel’s Spider-Man: Miles Morales
- 2023: Marvel’s Spider-Man 2

## Auszeichnungen
Für seine Arbeiten zur Serie DreamWorks Dragons erhielt Paesano einen Annie Award.